# Argumentum ad exoticum
L’appel à l'exotisme ou argumentum ad exoticum est un argument fallacieux prétendant que quelque chose est mieux sous prétexte qu'il vient de loin. C'est un raisonnement erroné, car la qualité de quelque chose n'est pas dépendante de sa distance culturelle ou géographique, qui ici sert essentiellement à la rendre invérifiable.
La distance géographique ou culturelle d'une chose par rapport à nous n'est pas un critère valide pour déterminer sa qualité ou sa légitimité.

## En philosophie
En philosophie, l'appel à l'exotisme peut être un moyen de naturaliser un discours, en affirmant que des peuples lointains le partagent, et souvent depuis des temps immémoriaux, ce qui le nimbe d'une légitimité indiscutable car invérifiable.
Parmi les exemples célèbres, on peut trouver le Supplément au voyage de Bougainville, où Denis Diderot affirme que contre toute attente l'île polynésienne de Tahiti était étonnamment peuplée de philosophes des lumières libertins et rousseauistes, ou plus récemment les travaux de l'anthropologue Philippe Descola, qui affirme avoir retrouvé chez les peuples Achuars du Brésil très exactement et presque mot pour mot l'épistémologie développée à Paris par son collègue et ami Bruno Latour, qui s'est en retour servi de ces affirmations pour justifier sa propre théorie.

## En science
L'appel à l'orient est aussi une stratégie commune pour justifier les pseudo-sciences, et disqualifier les méthodes de vérification fondées sur la logique (taxée d'occidentale).
Cette stratégie est particulièrement employée dans les pseudo-médecines, car l'attribution d'une méthode à une culture lointaine (« médecine orientale ») empêche toute vérification de la part d'un interlocuteur occidental, et permet de justifier toutes sortes de déclarations. 
Les traditions médicales et spirituelles des pays asiatiques sont cependant extrêmement différentes les unes des autres (y compris au sein d'un même pays, notamment l'Inde ou la Chine), et ont connu de nombreuses évolutions pendant leur histoire : l'essentialisation (c'est-à-dire la simplification fallacieuse et fixiste) de pratiques dites « orientales » procède donc toujours d'une tentative de tromperie.
L'expression « médecine traditionnelle chinoise » (ou parfois tibétaine) est également employée abusivement pour vendre toutes sortes de produits de soins, qui n'ont bien souvent aucun rapport avec la pharmacopée chinoise historique, ou en sont des éléments isolés de manière arbitraire pour des raisons commerciales. Par ailleurs, l'argument d'une médecine chinoise qui procèderait d'une philosophie radicalement différente de la médecine scientifique ne résiste pas à l'examen rigoureux de l'histoire de cette discipline, les médecins chinois ayant développé des méthodes scientifiques rationnelles dès l'antiquité, ayant plus tard reçu une influence européenne grâce aux jésuites qui furent médecins officiels de l'empereur lors de leur arrivée en Chine au XVIe siècle-XVIIe siècle, et ayant ensuite participé en retour d'une manière significative à l'apparition de la médecine scientifique moderne. En conséquence, les produits vendus en Europe sous couvert de médecine chinoise sont généralement plus issus de superstitions populaires que le fruit de la vraie tradition médicale chinoise, et ont au mieux des effets inexistants, au pire des effets aléatoires.